# Diócesis de Lafia
La diócesis de Lafia (en latín: Dioecesis Lafiensis y en inglés: Roman Catholic Diocese of Lafia) es una circunscripción eclesiástica de la Iglesia católica en Nigeria. Se trata de una diócesis latina, sufragánea de la arquidiócesis de Abuya. Desde el 31 de marzo de 2021 su obispo es David Ajang.

## Territorio y organización
La diócesis tiene 28 500 km² y extiende su jurisdicción sobre los fieles católicos de rito latino residentes en el estado de Nasarawa.
La sede de la diócesis se encuentra en la ciudad de Lafia, en donde se halla la Catedral de San Guillermo.
En 2021 en la diócesis existían 15 parroquias.

## Historia
La diócesis fue erigida el 5 de diciembre de 2000 con la bula Petitum est nuper del papa Juan Pablo II, obteniendo el territorio de la arquidiócesis de Jos y de la diócesis de Makurdi.

## Estadísticas
Según el Anuario Pontificio 2022 la diócesis tenía a fines de 2021 un total de 296 087 fieles bautizados.
| Año                                                                             | Población            | Población | Población      | Sacerdotes | Sacerdotes    | Sacerdotes    | Bautizados por sacerdote | Diáconos permanentes | Religiosos | Religiosos | Parroquias |
| Año                                                                             | Bautizados católicos | Total     | % de católicos | Total      | Clero secular | Clero regular | Bautizados por sacerdote | Diáconos permanentes | Varones    | Mujeres    | Parroquias |
| ------------------------------------------------------------------------------- | -------------------- | --------- | -------------- | ---------- | ------------- | ------------- | ------------------------ | -------------------- | ---------- | ---------- | ---------- |
| 2000                                                                            | 72 000               | 1 510 000 | 4.8            | 27         | 19            | 8             | 2666                     |                      | 8          | 21         | 13         |
| 2001                                                                            | 175 671              | 1 558 250 | 11.3           | 21         | 17            | 4             | 8365                     |                      | 4          | 19         | 14         |
| 2002                                                                            | 182 997              | 1 598 230 | 11.4           | 30         | 23            | 7             | 6099                     |                      | 7          | 20         | 14         |
| 2003                                                                            | 187 084              | 1 869 564 | 10.0           | 31         | 24            | 7             | 6034                     |                      | 7          | 19         | 15         |
| 2004                                                                            | 189 686              | 1 867 241 | 10.2           | 34         | 26            | 8             | 5579                     |                      | 8          | 20         | 15         |
| 2013                                                                            | 226 576              | 2 315 552 | 9.8            | 56         | 40            | 16            | 4046                     |                      | 16         | 54         | 17         |
| 2016                                                                            | 252 511              | 2 437 151 | 10.4           | 75         | 49            | 26            | 3366                     |                      | 27         | 76         | 14         |
| 2019                                                                            | 265 561              | 2 556 410 | 10.4           | 81         | 62            | 19            | 3278                     |                      | 19         | 70         | 15         |
| 2021                                                                            | 296 087              | 2 665 771 | 11.1           | 90         | 69            | 21            | 3289                     |                      | 21         | 85         | 15         |
| Fuente: Catholic-Hierarchy, que a su vez toma los datos del Anuario Pontificio. |                      |           |                |            |               |               |                          |                      |            |            |            |

## Episcopologio
- Matthew Ishaya Audu (5 de diciembre de 2000-6 de enero de 2020 nombrado arzobispo de Jos)[nota 1]
- David Ajang, desde el 31 de marzo de 2021